# Reverse path forwarding

Le reverse path forwarding (RPF) est une technique utilisée dans le multicast pour limiter l'inondation des paquets dans le réseau.
Il consiste à ignorer un paquet s'il ne provient pas de l'interface que le routeur aurait utilisé pour router la source du paquet. 
Un mécanisme semblable, appelé unicast RPF (uRPF)  est décrit dans la RFC 3704 pour filtrer les paquets en comparant la source à la table de routage, afin de limiter l'usurpation d'adresse IP et les attaques par déni de service. Ceci implique un routage symétrique, ce qui est en général le cas pour les utilisateurs particuliers.